# Heket
Heket (egipčansko ḥqt ali ḥqtyt Hektit) je bila staroegipčanska boginja plodnosti, istovetna s Hator, upodobljena kot žaba. Za Egipčane je bila žaba simbol plodnosti, povezane z vsakoletnimi poplavami Nila. Heket je bila prvotno ženski dvojnik boga Hnuma ali Hnumova žena,  katerim je imela sina  Heru-ura. Domneva se, da iz njenega imena izhaja ime grške boginje čarovništva in podzemlja Hekate.

## Ime
Heketino ime se v egipčanščini piše kot ḥqt z določilnico "žaba" (I7). Fonetično črkovanje je lahko uporabljajo dvočrkovni hieroglif  (S38) ali enočrkovni hieroglif (V28). Alternativna oblika imena ḥqtyt vsebuje eksplicitno žensko končnico in določilnico "jajce" (H8), ki poudarjata boginjino ženskost. V Srednjem kraljestvu se je njeno ime izgovarjalo približno /ħaˈqaːtat/, kar bi lahko pomenilo, da iz njega izhaja ime grške boginje Hekate (grško Ἑκάτη).

## Čaščenje
Začetek Heketinega kulta sega najmanj v zgodnje dinastično obdobje. Njeno ime je bilo del imen kar nekaj visokorodnih posameznikov iz Druge dinastije, pokopanih v Heluanu, omenjenih na Vepmenofretovi steli in v piramidnih besedilih. Za kipce žab iz tega obdobja se domneva, da so prikazovali boginjo Heket.
Heket so imeli za ženo boga Hnuma, ki je na svojem lončarskem vretenu izdeloval telesa otrok in jih vstavljal v telesa mater.
V Ozirisovem mitu je bila Heket tista, ki je ob rojstvu boga Hora vanj vdihnila življenje. Bila je boginja zadnjih trenutkov rojevanja. Ker je rojstvo Hora postalo intimno povezano s ponovno oživitvijo Ozirisa, je Heketina vloga postala tesno povezana z vstajenjem od mrtvih. To povezovanje je pripeljalo do tega, da so v krščanskem obdobju na njenih amuletih ob simboličnem križu in jagnjetu  začeli pisati Jaz sem vstajenje.
V Kusu so odkrili tempelj iz ptolemajskega obdobja, posvečen Horu in Heket.
Kot boginja plodnosti je bila eksplicitno povezana z zadnjimi fazami poplav Nila in s tem s kaljenjem pšenice.  Kot taka se je kasneje povezovala tudi z zadnjimi  stadiji rojevanja otrok.  V Srednjem kraljestvu so je začeli imenovati Ona, ki pospeši rojstvo. Porodničarka (babice) so se pogosto štele za Heketine služabnice, Heketine svečenice pa so se pogosto usposabljale za porodničarke. Egipčanke so med rojevanjem  pogosto nosile Heketine amulete, na katerih je bila upodobljena kot žaba, sedeča  na lotosu.
- Bog Hnum v prisotnosti Heket oblikuje Ihija; relief iz Denderskega pokopališkega kompleksa
- Kip žabe iz zgodnjega dinastičnega obdobja, Cleveland Museum of Art
- Heketin amulet